# هنري بي. سوليفان
هنري بي. سوليفان هو سياسي أمريكي، ولد في 1916 في مانشستر في الولايات المتحدة، وتوفي في 24 أبريل 2003. انتخب عضو مجلس ولاية نيوهامبشير ‏.